# Roberto Soriano
Roberto Soriano (Darmstadt, 1991. február 8. –) olasz válogatott labdarúgó, a Bologna játékosa.

## Statisztika

### Klub
(2023. február 18. szerint)
| Klub                 | Szezon         | Bajnokság       | Bajnokság | Kupa            | Kupa  | Nemzetközi      | Nemzetközi | Egyéb           | Egyéb | Összesen        | Összesen |
| Klub                 | Szezon         | Pályára lépések | Gólok     | Pályára lépések | Gólok | Pályára lépések | Gólok      | Pályára lépések | Gólok | Pályára lépések | Gólok    |
| -------------------- | -------------- | --------------- | --------- | --------------- | ----- | --------------- | ---------- | --------------- | ----- | --------------- | -------- |
| Empoli (kölcsönben)  | 2010–11        | 27              | 2         | 2               | 0     | —               | —          | —               | —     | 29              | 2        |
| Sampdoria            | 2011–12        | 13              | 1         | 0               | 0     | —               | —          | 3               | 0     | 16              | 1        |
| Sampdoria            | 2012–13        | 24              | 0         | 1               | 0     | —               | —          | —               | —     | 25              | 0        |
| Sampdoria            | 2013–14        | 29              | 5         | 0               | 0     | —               | —          | —               | —     | 29              | 5        |
| Sampdoria            | 2014–15        | 33              | 4         | 2               | 0     | —               | —          | —               | —     | 35              | 4        |
| Sampdoria            | 2015–16        | 37              | 8         | 1               | 0     | 2               | 0          | —               | —     | 40              | 8        |
| Sampdoria            | Összesen       | 136             | 18        | 4               | 0     | 2               | 0          | 3               | 0     | 145             | 18       |
| Villarreal           | 2016–17        | 33              | 9         | 3               | 1     | 7               | 0          | —               | —     | 43              | 10       |
| Villarreal           | 2017–18        | 22              | 0         | 2               | 0     | 6               | 0          | —               | —     | 30              | 0        |
| Villarreal           | Összesen       | 55              | 9         | 5               | 1     | 13              | 0          | 0               | 0     | 73              | 10       |
| Torino (kölcsönben)  | 2018–19        | 11              | 0         | 1               | 1     | —               | —          | —               | —     | 12              | 1        |
| Bologna (kölcsönben) | 2018–19        | 17              | 2         | 1               | 0     | —               | —          | —               | —     | 18              | 2        |
| Bologna              | 2019–20        | 29              | 5         | 1               | 0     | —               | —          | —               | —     | 30              | 5        |
| Bologna              | 2020–21        | 37              | 9         | 2               | 0     | —               | —          | —               | —     | 39              | 9        |
| Bologna              | 2021–22        | 35              | 0         | 1               | 1     | —               | —          | —               | —     | 36              | 1        |
| Bologna              | 2022–23        | 21              | 1         | 3               | 0     | —               | —          | —               | —     | 24              | 1        |
| Bologna              | Összesen       | 139             | 17        | 8               | 1     | 0               | 0          | 0               | 0     | 147             | 18       |
| Karrier összes       | Karrier összes | 368             | 46        | 20              | 3     | 15              | 0          | 3               | 0     | 406             | 49       |

### Válogatott
(2020. november 11. szerint
| Olasz válogatott | Olasz válogatott | Olasz válogatott |
| Év               | Pályára lépések  | Gólok            |
| ---------------- | ---------------- | ---------------- |
| 2014             | 1                | 0                |
| 2015             | 7                | 0                |
| 2016             | 0                | 0                |
| 2017             | 0                | 0                |
| 2018             | 0                | 0                |
| 2019             | 0                | 0                |
| 2020             | 1                | 0                |
| Összesen         | 9                | 0                |

## Külső hivatkozások
- Sampdoria Profile (olaszul)
- Roberto Soriano adatlapja a Soccerway oldalon (angolul)
- FIGC National Team data